# Fosfoesfingolípid

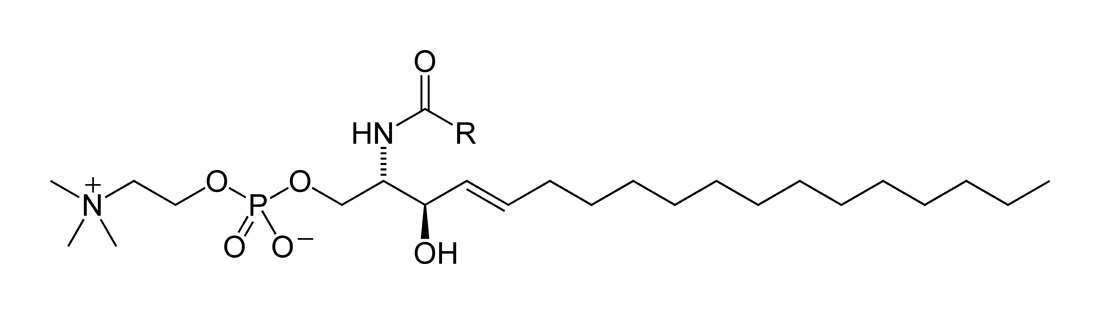
Esfingomielina

Els fosfoesfingolípids o esfingofosfolípids són uns lípids saponificables complexos i formen part del subgrup dels fosfolípids. En general s'anomenen esfingomielines. Comparteixen les característiques de tots els lípids: no formen enllaços covalents, tenen poca solubilitat en aigua i estan presents en les membranes biològiques.

## Estructura
Pel que fa a la seva estructura, a part de tenir oxigen, hidrogen i carboni, contenen altres àtoms, ja que són lípids complexos. Com a regla general, els fosfoesfingolípids estan compostos per àcid gras, esfingosina, àcid fosfòric i aminoalcohol. Contenen un grup fosfat, unit al grup hidroxil 1 de la ceramida, que s'esterifica amb la colina (fosfocolina) o etanolamina (fosfoetanolamina) per formar el grup o cap polar de la molècula.
Contenen una molècula d'esfingosina c18. La part del cap de l'esfingosina que posseeix dos grups hidroxil i un grup amino prossegueix amb un resto aquil de cadena llarga i amb una insaturació. Estructuralment l'esfingosina s'assembla a un monoacilglicèrid amb un resto d'àcid gras insaturat, on aquest, tot i així, es troba en configuració trans. Mitjançant l'acilació del grup amino lliure i l'esterificació del grup hidroxil terminal amb fosfocolina es forma una esfingomielina.

## Component clau
Els fosfoesfingolípids tenen una arquitectura molecular i unes propietats semblants als fosfoglicèrids, però en lloc de contenir glicerol contenen esfingosina, que esdevé el component fonamental en els fosfoesfingolípids. L'esfingosina és un aminoalcohol format per 18 carbonis que formen una cadena hidrocarbonada insaturada. Quan s'uneix un àcid gras mitjançant un grup amino forma les ceramides, base estructural dels diferents tipus d'esfingolípids. L'esfingomielina té com a àcid gras l'àcid lignocèric i l'aminoalcohol colina. És el principal component de la beina de mielina que recobreix els axons de les neurones.

## Esfingomielina
L'esfingomielina és un dels principals lípids estructurals de les membranes del teixit nerviós. És l'únic esfingolípid que és fosfolípid. El seu grup alcohol primari en C-1 de l'esfingosina està esterificat amb la colina a través d'un enllaç fosfodièster del tipus que es troba en els acilglicerofosfolípids i el grup amino de l'esfingosina està unit a un àcid gras de cadena llarga mitjançant un enllaç amida. L'esfingomielina és, per tant, una ceramida fosfocolina.
Els àcids grassos més comuns en l'esfingomielina són el palmític, l'esteàric, el lignocèric i el nerviònic. L'esfingomielina de la mielina conté predominantment àcids grassos de cadenes molt llargues, principalment lignocèric i nerviònic, mentre que la substància grisa conté majoritàriament àcid esteàric.

## Funcions
Els fosfoesfingolípids són constituents de la membrana cel·lular, de les lipoproteïnes del plasma, de substàncies dels grups sanguinis i actuen com a receptors toxines de bacteris. Són una classe de lípids de les membranes cel·lulars d'animals i vegetals i són els més abundants en els teixits dels organismes més complexos.
L'actuació dels lípids en les membranes consisteix en agrupar-se formant unions de moltes molècules sense utilitzar enllaços covalents. Els grups amb cap hidròfil estan en contacte amb l'aigua mentre que les cues hidròfobes s'agreguen a causa de l'efecte hidròfob. D'aquesta manera els àcids grassos conformen micel·les esfèriques, els fosfolípids i els glicolípids tubulars formen capes dobles planes, les biomembranes... La part restant lipofílica interacciona amb la part insoluble a l'aigua i mantenen la unió molecular junta, sobretot per l'efecte hidrofòbic i les forces de Van der Waals. Les biomembranes són la pell de les cèl·lules, separen l'interior i l'exterior, és a dir, el citosol i l'espai extracel·lular. Les membranes determinen la forma d'una cèl·lula i ofereixen certa protecció enfront algunes influències externes.
Els esfingofosfolípids tenen importància biològica pel seu paper de senyalització cel·lular. Alguns exemples de la seva intervenció: La ceramida és àmpliament coneguda per induir apoptosis en les cèl·lules. Si aquesta és degradada per ceramidases s'obté esfingosina, que si aquesta és fosforilada dona lloc a l'esfingosina-1-fosfat, que té un efecte totalment antagònic a la ceramida i inudeix la proliferació cel·lular i la mitosi cel·lular. És per això que l'equilibri entre ceramida i esfingosina-1-fosfat és important pel control de la mort i supervivència de la cèl·lula.
A més, existeixen malalties relacionades amb aquests lípids, per excés d'aquests a causa de la falta d'enzims que els degraden, coneguts com a esfingolipidosis (un tipus de malaltia lisisòmica). El control sobre els enzims que produeixen o degraden ceramida mitjançant inhibidors enzimàtics és objecte d'investigacions sobre el càncer, la diabetis mellitus, o la malaltia d'Alzheimer.